# Дино Мурић
Дино Мурић (Љубљана, 14. фебруар 1990) је словеначки кошаркаш. Игра на позицији крила, а тренутно наступа за Шенчур. Његов млађи брат Едо је такође кошаркаш.

## Биографија
Прошао је кроз млађе категорије клуба Паркљи Љубљана у коме је започео и сениорску каријеру. У овом клубу задржао се све до 2010. године, с тим што је у сезони 2007/08. био на позајмици у редовима Шкофје Локе. Од 2010. до 2015. године играо је за Унион Олимпију и са њом је освојио четири национална трофеја (три купа и један суперкуп). Од лета 2017. игра за Шенчур.

## Успеси

### Клупски
- Унион Олимпија
  - Куп Словеније (3): 2011, 2012, 2013.
  - Суперкуп Словеније (1): 2013.

### Појединачни
- Најкориснији играч Купа Словеније (1): 2013.
- Учесник Ол-стар утакмице Прве А лиге Словеније (1): 2011.